# 湖滨镇
湖滨镇，是中华人民共和国山東省滨州市博兴县下辖的一个乡镇级行政单位。

## 行政区划
湖滨镇下辖以下地区：
柳王村、柳白村、柳舒村、东顺河一村、东顺河二村、西顺河一村、西顺河二村、鲁祝村、鲁刘村、鲁崔村、鲁吴村、鲁王村、姜韩村、柳桥村、柳童村、寨卞村、寨郝村、丈八佛村、寨卢村、东门村、前门村、七甲村、相公村、南门村和西门村。